# Hieracium pseudoleyi
Hieracium pseudoleyi là một loài thực vật có hoa trong họ Cúc. Loài này được (Zahn) Roffey mô tả khoa học đầu tiên năm 1925.